# Snorkeling

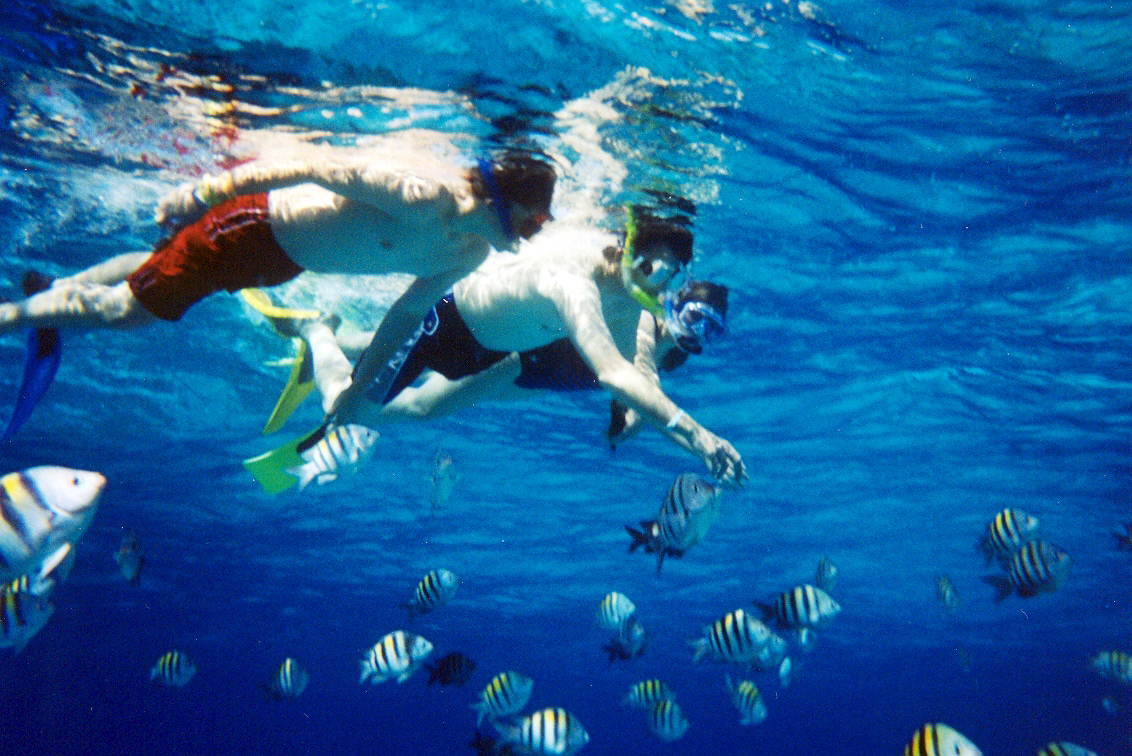
Snorkeling - scufundare cu tub de respirat

Snorkelingul (engleză - snorkeling, franceză - randonnée subaquatique sau randonnée palmée) este o activitate sportivă de scufundare/înot la suprafața apei. 

Snorkeling este un sport nou în care toată activitatea se desfășoară la suprafața apei. 

Termenul snorkeling nu este încă inclus în DEX sau DOOM, o traducere mai apropiată ar fi înot de locomoție sau scufundare cu tub de respirat.
Scopul practicării snorkeling-ului constituie descoperirea faunei, florei și peisajului submarin. Poate fi practicat de oricine și pe orice întindere de apă dulce sau pe mare, cu funduri puțin adânci, suficient de atrăgătoare și cu o bună vizibilitate.

Datorită simplității sale și siguranței date de contactul permanent cu suprafața apei, activitatea de snorkeling este extrem de populară.

## Echipament

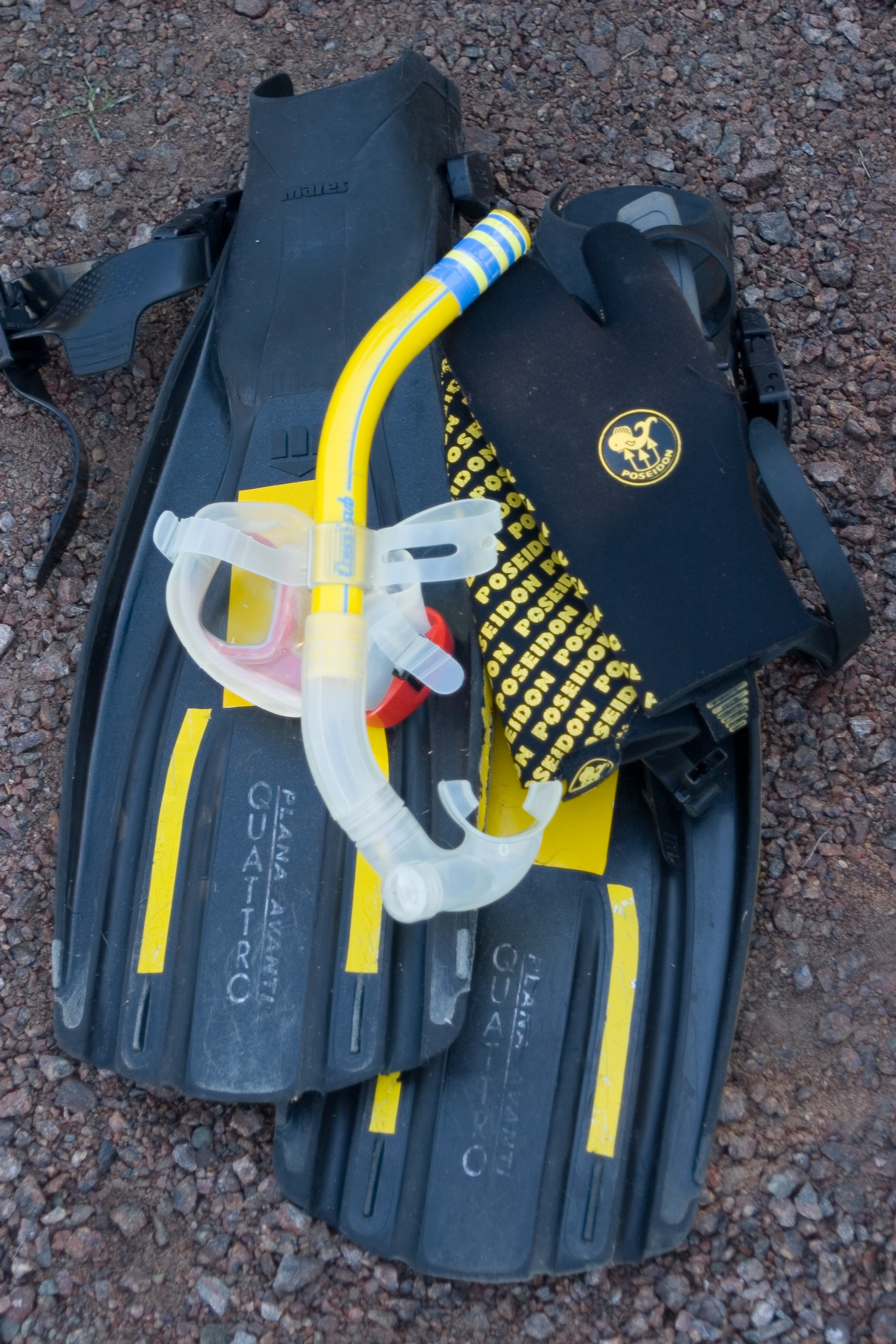
Echipament pentru snorkeling

Pentru practicarea snorkeling-ului este suficient echipamentul de bază folosit în scufundarea liberă alcătuit din : vizor, tub de respirat, labe de înot. În apă cu temperatură scăzută, este necesar și un costum de scufundare umed din neopren.

### Vizor
Vizorul pentru snorkeling este de volum mic, cu un geam sau cu două.

### Tub de respirat
Tubul de respirat este rigid, cu un diametru nu prea mare și nici prea lung. Un capăt al tubului este ținut în gură iar celălalt iese afară și scufundătorul se alimentează cu aer; muștiucul este din silicon; există și tuburi de respirat cu muștiuc ortodontic care tind să se sprijine pe cerul gurii fiind astfel mai confortabile.

### Labe de înot
Sunt recomandate labele de înot cu călcâi pentru că sunt mai confortabile.

### Costum de scufundare
Costumul din neopren este recomandat pentru apă cu temperatură mai scăzută dar și pentru protejare de razele solare, însă cu grosimea de maxim 3 mm pentru a diminua creșterea flotabilității. Dacă temperatura apei este suficient de ridicată, se poate purta un tricou care protejează scufundătorul de razele solare.

## Alegerea locației
În alegerea locului sau zonei de snorkeling, un factor important îl constituie evitarea eventualelor pericole aflate la suprafața apei. 

Unele din acestea sunt vizibile, cum ar fi năvoadele de pescuit sau starea mării, altele ca zone stâncoase lovite de valuri, curenți, hulă, valuri, grote, epave, vizibilitate, necesită anticipație și o anume experiență din partea scufundătorului.

Trebuie evitate zonele de circulație ale ambarcațiunilor cu motor, scuterele acvatice, zonele de pescuit, locurile de ancorare din radele porturilor și zonele cu resacă.
Viteza de deplasare, distanța și adâncimea de scufundare sunt alese în funcție de pregătirea fizică a fiecărui scufundător.
Zona de snorkeling trebuie să fie aleasă și în funcție de peisajul submarin, de prezența florei, faunei, sau a unui relief stâncos, locuri propice pentru explorare, căutare, dar și pentru fotografiere subacvatică.

Aparatele de fotografiat utilizate în snorkeling au o serie de deosebiri față de aparatele de fotografiat folosite în fotografierea subacvatică: preț mai scăzut, au flash încorporat, limita de adîncime este mai mică. Unele din cele mai populare sunt aparatele Sealife Arhivat în 19 noiembrie 2009, la Wayback Machine..